# 普萊斯大樓
普萊斯大樓（Price Tower）是一棟十九層高的大樓，位於美國奧克拉荷馬州。由知名建築師法蘭克·洛伊·萊特所設計。它是唯一一棟由法蘭克·洛伊·萊特設計的高樓大廈。
普萊斯大樓是由哈洛德·C·普萊斯委託建造，以供其公司使用。1956年2月開始啟用。